# قرارداد (فیلم ۱۹۸۵)
«قرارداد» (روسی: Контракт) یک فیلم است که در سال ۱۹۸۵ منتشر شد.